# Aleja Sfinksów

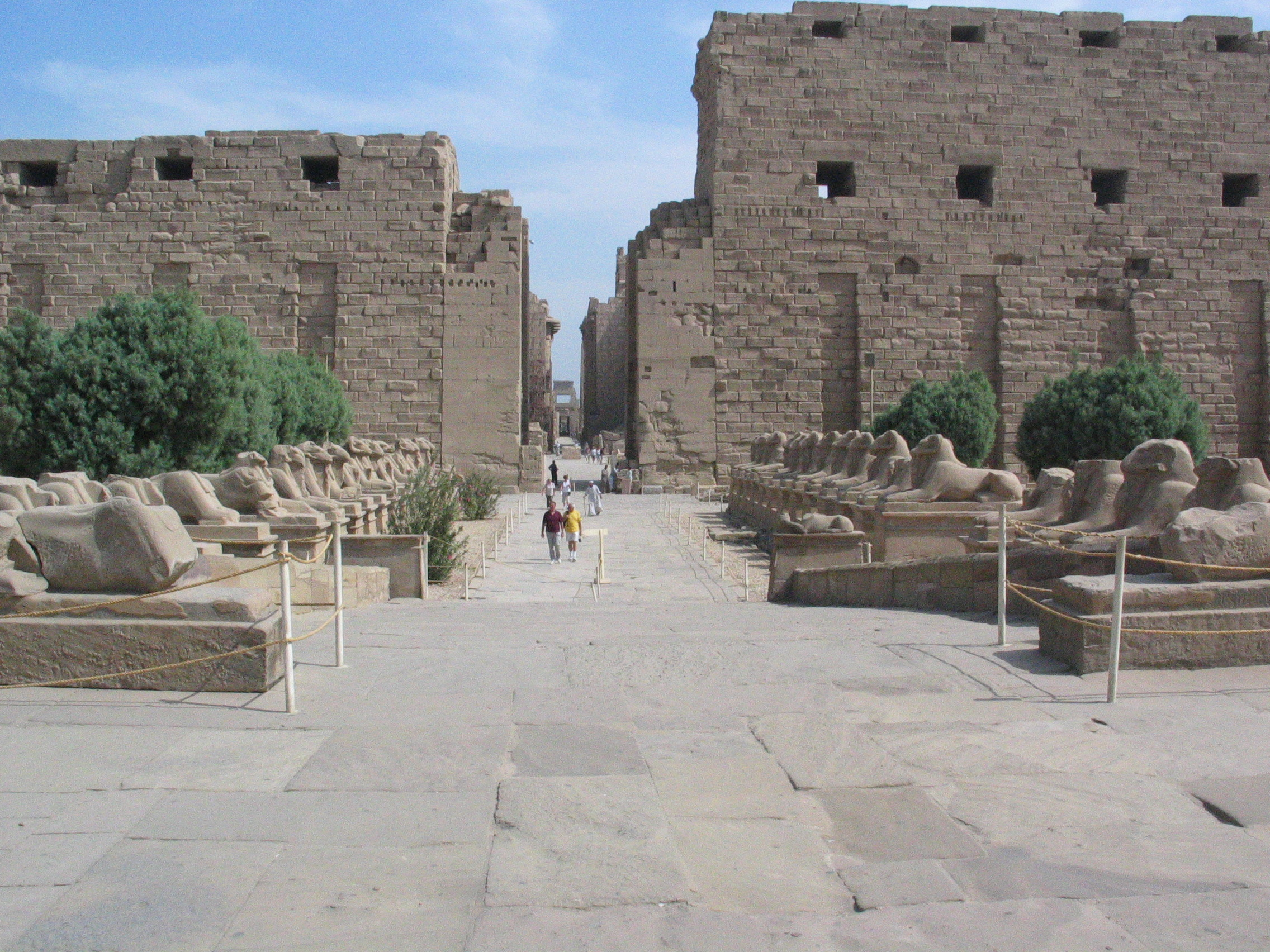
Karnak - aleja sfinksów, droga do świątyni w Luksorze

Aleja Sfinksów – długa, kamienna droga z figurami sfinksów, wzdłuż jej przebiegu, położona w Luksorze i łącząca świątynię Amona-Re ze Świątynią Narodzin.
Przy alei wzniesiono sześć małych kapliczek. Podczas święta Opet posąg Amona w Karnaku odwiedzał świątynię w Luksorze - był niesiony w barce kultowej wzdłuż alei, a wracał drogą wodną - Nilem. Reliefy przedstawiające to święto są umieszczone w Świątyni Hatszepsut, zbudowanej z czerwonego kwarcytu i czarnego granitu, przeznaczonej na kiosk do przechowywania barek obrzędowych.